# Marek Roslan
Marek Roslan (ur. 10 maja 1954 w Słupsku) – polski lekarz urolog, nauczyciel akademicki, himalaista.

## Działalność zawodowa
Po ukończeniu II Liceum Ogólnokształcącego w Gdyni rozpoczął w 1973 roku studia na Wydziale Lekarskim Akademii Medycznej w Gdańsku, które ukończył w 1979 roku. Po ukończeniu stażu podyplomowego od 1980 do 2007 roku był zatrudniony na Oddziale Urologii Szpitala Specjalistycznego w Wejherowie. W 1983 roku uzyskał specjalizację I st. z chirurgii ogólnej, a 3 lata później specjalizację II st. z urologii. Na Oddziale Urologii przeszedł wszystkie stopnie kariery zawodowej od młodszego asystenta do ordynatora – stanowisko to pełnił w latach 1997–2007. W roku 1999 uzyskał stopień doktora nauk medycznych po obronieniu rozprawy pt. „Ocena wyników leczenia kamicy moczowej metodami mało inwazyjnymi w latach 1992–1997 w materiale Oddziału Urologii Szpitala Rejonowego w Wejherowie”. W okresie 2007–2015 pracował na stanowisku adiunkta w Katedrze i Klinice Urologii Gdańskiego Uniwersytetu Medycznego, gdzie odpowiadał za wprowadzenie technik laparoskopowych i uroginekologicznych. W 2014 roku uzyskał stopień doktora habilitowanego nauk medycznych na podstawie osiągnięcia naukowego „Przezpęcherzowe laparoendoskopowe operacje wybranych patologii układu moczowego z dostępu przez pojedynczy port – opis i ocena wartości klinicznej metody z uwzględnieniem modyfikacji własnej”. 
Od 2015 roku jest zatrudniony na stanowisku kierownika kliniki urologii i profesora nadzwyczajnego na Wydziale Lekarskim Uniwersytetu Warmińsko-Mazurskiego w Olsztynie.  W latach 2015–2017 pracował w Miejskim Szpitalu Zespolonym w Olsztynie. Od sierpnia 2018 jest zatrudniony w Klinice Urologii i Onkologii Urologicznej Szpitala MSWiA w Olsztynie na stanowisku lekarza kierującego. Jest autorem nowatorskich, minimalnie inwazyjnych operacji w pęcherzu moczowym. Przeprowadza operacje pokazowe z zakresu laparoskopii i uroginekologii w licznych ośrodkach krajowych oraz na kongresach naukowych (live surger).

## Praca naukowa
Dorobek naukowy obejmuje ok. 80 artykułów w czasopismach polskich i zagranicznych oraz ok. 130 prezentacji kongresowych. Wśród recenzowanych doniesień 4 opisują pierwsze w świecie przezpęcherzowe operacje jednoportowe
Najważniejsze publikacje
- Roslan M, Markuszewski M, Kłącz J, Krajka K. Laparoendoscopic single-port transvesical diverticulectomy: preliminary clinical experience. J Endourol 2012;26(8):975–979. 32.
- Roslan M, Markuszewski MM, Kłącz J, Krajka K. Laparoendoscopic single-site transvesical ureteroneocystostomy for vesicoureteral reflux in an adult: a one-year follow-up. Urology 2012; 80(3): 719-723. 757
- Roslan M, Markuszewski M, Bagińska J, et al. Suprapubic transvesical laparoendoscopic single-site surgery (LESS) for vesicovaginal fistula repair: first clinical experience. Videosurgery Miniinv 2012; 7 (4):307–310.
- Roslan M, Markuszewski M, Kłącz J, Krajka K. Suprapubic transvesical laparoendoscopic single-port bladder diverticulectomy: points of technique with medium-term surgical outcomes. J Endourol 2013; 27(6):688-692. 37.
- Roslan M, Markuszewski MM. Transvesical laparoendoscopic single-site surgery to remove surgical materials penetrating the bladder: initial clinical experience in nine female patients. J Urol 2013; 190(3):909-15 56.
- Roslan M, Przudzik M, Borowik M. Endoscopic intact removal of medium-size or multiple bladder stones with the use of the transvesical laparoendoscopic single-site surgery. World J Urol 2019;37(2):373-378. DOI: 10.1007/s00345-018-2358-8 57.
- Roslan M, Przudzik M, Borowik M, Łesiów M, Łesiów R. Single-session transvesical laparoendoscopic 1-port removal of 2 bladder diverticula in a female patient. Urology 2018;120:264-265. https://doi.org/10.1016/j.urology.2018.06.015
- Mpanga AY, Struck-Lewicka W, Wawrzyniak R, Markuszewski M, Roslan M, Kaliszan R, Markuszewski MJ. Metabolomic heterogeneity of urogenital tract cancers analyzed by complementary chromatographic techniques coupled with mass spectrometry. Curr Med Chem 2019;26(1):216-231. doi: 10.2174/0929867324666171006150326
- Roslan M, Markuszewski M., Piaskowski W, et al. Laparoscopic sacrocolpopexy for neovaginal prolapse in a patient after male-to-female sex reassignment surgery. Int Braz J Urol 2019, 45 (1), s. 395-396. doi: 10.1590/S1677-5538.IBJU.2018.0086.

## Działalność społeczna
Od roku 1989 był delegatem na Okręgowy Zjazd Lekarzy Izby Lekarskiej w Gdańsku przez sześć kadencji, pełniąc m.in. funkcję członka prezydium Okręgowej Rady Lekarskiej i delegata na Zjazd Krajowy. W okresie czterech kadencji był wybierany na członka Okręgowego Sądu Lekarskiego w Gdańsku. 
Jest członkiem wielu prestiżowych towarzystw naukowych (Polskie Towarzystwo Urologiczne, Endourological Society, European Association of Urology, Societe Internationale d'Urologie, Polskie Towarzystwo Onkologiczne). 
W latach 1994–1998 był radnym m. Wejherowa, pełniąc funkcję przewodniczącego Komisji Zdrowia Rady Miasta. 
W latach 1980–1989 był członkiem NSZZ „Solidarność”, angażując się w pomoc ukrywającym się i internowanym opozycjonistom. Nie należał do partii politycznych.

## Hobby
Pozazawodowo interesuje się górami i ogrodem. W latach 1965 – 1974 członek Klubu Harcerskiego „Watra” w Gdyni, w okresie 1985–1991 – organizator Klubu PTTK „Bądź Zdrów” w Wejherowie. Jako członek Klubu Wysokogórskiego Trójmiasto (od 1974) wspinał się w Tatrach, przechodząc m.in. „Wariant R” na Mnichu. W dorobku ma również nową drogę na Młynarzowych Widłach. Brał udział w 6 wyprawach w Himalaje, Karakorum i Andy, w tym w trzech na ośmiotysięczniki (Cho Oyu, Mount Everest, Broad Peak). Za działalność górską w 2010 roku nagrodzony medalem Prezydenta m. Gdańska przez prezydenta Pawła Adamowicza. 
Jest inicjatorem budowy rzeźby „Korona Himalajów”, odsłoniętej w Alei Gwiazd Sportu we Władysławowie w 2014 roku przez Reinholda Messnera. Jest też jednym z wnioskodawców nadania rondu w Kolbudach imienia Andrzeja Marciniaka, wybitnego himalaisty, zdobywcy M. Everestu.

## Życie prywatne
Żonaty od 1976 roku, żona Elżbieta – lekarka, córki Anna, Barbara, Aleksandra.